# Alfons Bourbon z Obojí Sicílie
Alfons, vévoda z Kalábrie (Alfonso Maria Leo Christinus Alfonso di Liguori Antonio Francesco Saverio; 30. listopadu 1901, Madrid – 3. února 1964, Madrid) byl mezi 1960 až 1964 jedním ze dvou nárokovatelů titulu hlavy dynastie Bourbon-Obojí Sicílie.

## Život
Alfons se narodil ve španělském Madridu jako nejstarší syn prince Karla Neapolsko-Sicilského a jeho první manželky Mercedes Španělské, asturijské kněžny.
Alfonsova matka zemřela v roce 1904 při porodu. Španělský král Alfons XIII. byl tehdy svobodný a tak se Alfons, jakožto nejstarší syn asturijské kněžny, stal předpokládaným dědicem španělské koruny, ačkoliv na rozdíl od své matky nikdy neobdržel titul knížete z Asturie. Nejbližším následníkem byl do roku 1907, kdy se králi Alfonsovi XIII. a královně Viktorii Evženii narodil syn Alfons.

## Manželství a potomci
Alfons se 16. dubna 1936 ve Vídni oženil s o šestnáct let mladší princeznou Alicí, dcerou vévody Eliáše Parmského a jeho manželky Marie Anny Rakouské. Manželé spolu měli tři děti, dvě dcery a syna:
- Princezna Tereza Marie Bourbonsko-Sicilská, vévodkyně ze Salerna (* 6. února 1937)[2] ∞ Íñigo Moreno y Arteaga, 1. markýz z Laserny (původně 11. markýz z Lauly, * 18. dubna 1934),[3] sedm dětí:
  - Rodrigo Moreno y Borbón-Dos Sicilias (* 1. února 1962)[4] ∞ Casilda Guerrero-Burgos y Fernández de Córdoba, 21. vévodkyně z Cardony (* 1982)
  - Alicia Moreno y Borbón-Dos Sicilias (* 6. června 1964)[5] ∞ José Luis Hernández Eraso (* 1949),[6] dvě děti:
    - Iñigo Hernández y Moreno (* 2000)[7]
    - Alejandra Hernández y Moreno (* 2000)[8]

  - Alfonso Moreno y Borbón-Dos Sicilias (* 19. října 1965 – 18. května 2018)[9] ∞ Marta Calvo y Molezún (* cca 1970),[10] dvě děti
  - Beatriz Moreno y Borbón-Dos Sicilias (* 10. května 1967)[11] ∞ Lucas Urquijo Fernández de Araoz, dvě děti
    - Teresa Urquijo y Moreno (od ledna 2024 zasnoubená se starostou Madridu José Luis Martínez-Almeidou)[12]

  - Fernando Moreno y Borbón-Dos Sicilias (8. července 1969 – 12. května 2011)[13]
  - Clara Moreno y Borbón-Dos Sicilias (* 14. června 1971)[14]
  - Delia Moreno y Borbón-Dos Sicilias (* 30. srpna 1972)[15] ∞ Álvaro de Ledesma y Sanchiz (* 20. října 1962)[16]
- Infant Karel Bourbonsko-Sicilský (16. ledna 1938 – 5. října 2015)[17] ∞ princezna Anna Orleánská (* 4. prosince 1938),[18] pět dětí:
  - Cristina de Borbón-Dos Sicilias y Orleáns (* 16. března 1966)[19] ∞ Pedro López-Quesada y Fernández-Urrutia (* 26. července 1963),[20] dvě děti
  - María Paloma de Borbón-Dos Sicilias y Orleáns (* 5. dubna 1967)[21] ∞ arcivévoda Simeon Rakouský (* 26. června 1959),[22] pět dětí
  - Pedro de Borbón-Dos Sicilias, vévoda z Kalábrie (* 16. října 1968)[23] ∞ Sofía Landaluce y Melgarejo (* 23. listopadu 1973),[24] sedm dětí:
    - Jaime de Borbón-Dos Sicilias y Landaluce, vévoda z Nota (* 26. června 1993)[25]
    - Juan de Borbón-Dos Sicilias y Landaluce (* 18. dubna 2003)[26]
    - Pablo de Borbón-Dos Sicilias y Landaluce (* 26. června 2004)[27]
    - Pedro de Borbón-Dos Sicilias y Landaluce (* 3. ledna 2007)[28]
    - Sofía de Borbón-Dos Sicilias y Landaluce (* 12. listopadu 2008)[29]
    - Blanca de Borbón-Dos Sicilias y Landaluce (* 7. dubna 2011)[30]
    - María de Borbón-Dos Sicilias y Landaluce (* 21. dubna 2015)[31]

  - Inés de Borbón-Dos Sicilias y Orleáns (* 20. dubna 1971)[32] ∞ Michele Carrelli Palombi (* 13. listopadu 1965),[33] dvě děti
  - Victoria de Borbón-Dos Sicilias y Orleáns (* 24. května 1976)[34] ∞ Markos Nomikos (* 29. října 1965),[35] čtyři děti

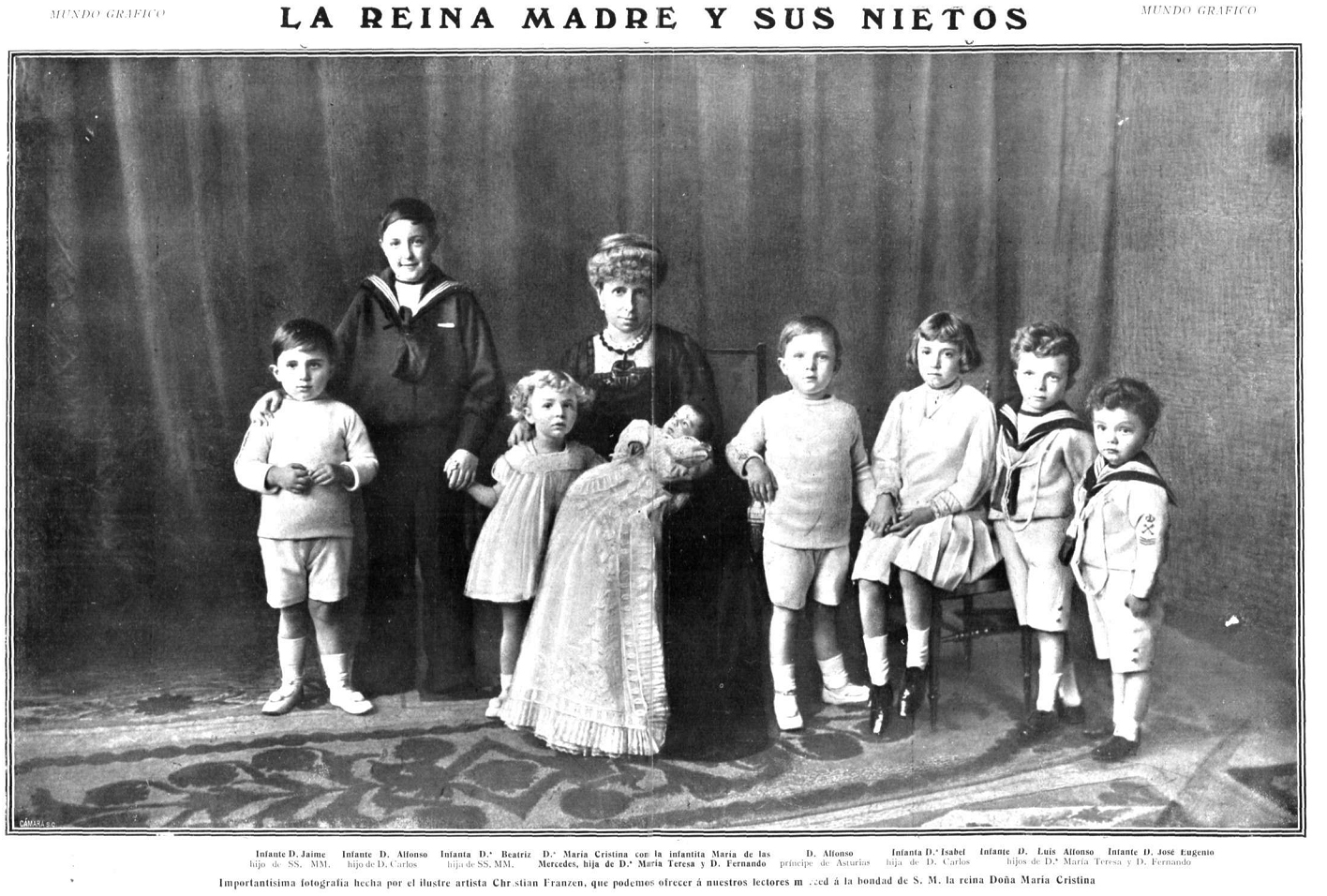
Alfons (druhý zleva) pózující se svými bratranci a babičkou, královnou Marií Kristýnou, asi 1911

- Inés Bourbonsko-Neapolsko-Sicilská, vévodkyně ze Syrakus (* 18. února 1940)[36] ∞ Luis de Morales y Aguado (8. října 1933 – 10. listopadu 2000),[37] pět dětí:
  - Isabel de Morales y Borbón-Dos Sicilias (* 10. dubna 1966)[38] ∞ Joaquín Galán y Otamendi,[39] dvě děti:
    - Carlota Galán y Borbón-Dos-Sicilias (* březen 1998)
    - Inés Galán y Borbón-Dos-Sicilias (* 3. ledna 2000)

  - Eugenia de Morales y Borbón-Dos Sicilias (* 14. prosince 1967)[40] ∞ Iñigo Valdenebro y García de Polavieja,[41] tři děti
  - Sonia de Morales y Borbón-Dos Sicilias (* 9. prosince 1969)[42] ∞ Alejandro García-Atance y Leurquin (* 1974), dvě děti
  - Manuel de Morales y Borbón-Dos Sicilias (* 16. prosince 1971)[43] ∞ Emma Ruiz de Azcárate y García de Lomas, dvě děti
  - Mencía de Morales y Borbón-Dos Sicilias (* 25. listopadu 1975)[44]

## Vyznamenání
Den po jeho narození (1. prosince 1901) mu babička královna Marie Kristýna udělila řád zlatého rouna, límec řádu Karla III. a velkokříž řádu Isabely Katolické.

## Erb

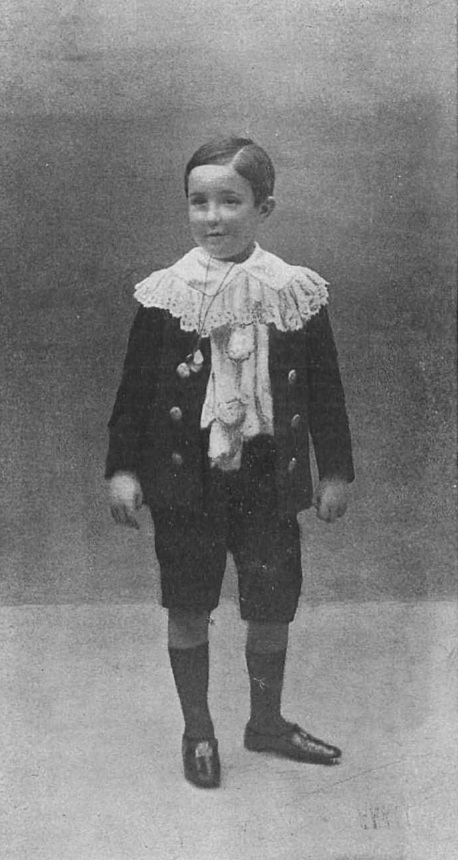
Fotografováno Christianem Franzenem, 1907

Erb prince Alfonsa Bourbonsko-Sicilského
Erb španělského infanta (1907-1960)
Erb vévody z Kalábrie a pretendenta (1960-1964)

## Vývod z předků
|                            |                                              |  |                              |                                   |  |  |  |  |  |  |  | František I. Neapolsko-Sicilský |
|                            |                                              |  |                              |                                   |  |  |  |  |  |  |  |                                 |
|                            | Ferdinand II. Neapolsko-Sicilský             |  |                              |                                   |  |  |  |  |  |  |  |                                 |
|                            |                                              |  |                              |                                   |  |  |  |  |  |  |  |                                 |
|                            |                                              |  |                              | Marie Isabela Španělská           |  |  |  |  |  |  |  |                                 |
|                            |                                              |  |                              |                                   |  |  |  |  |  |  |  |                                 |
|                            | Alfons Neapolsko-Sicilský                    |  |                              |                                   |  |  |  |  |  |  |  |                                 |
|                            |                                              |  |                              |                                   |  |  |  |  |  |  |  |                                 |
|                            |                                              |  |                              | Karel Ludvík Rakousko-Těšínský    |  |  |  |  |  |  |  |                                 |
|                            |                                              |  |                              |                                   |  |  |  |  |  |  |  |                                 |
|                            | Marie Terezie Izabela Rakouská               |  |                              |                                   |  |  |  |  |  |  |  |                                 |
|                            |                                              |  |                              |                                   |  |  |  |  |  |  |  |                                 |
|                            |                                              |  |                              | Jindřiška Nasavsko-Weilburská     |  |  |  |  |  |  |  |                                 |
|                            |                                              |  |                              |                                   |  |  |  |  |  |  |  |                                 |
|                            | Karel Bourbonsko-Sicilský                    |  |                              |                                   |  |  |  |  |  |  |  |                                 |
|                            |                                              |  |                              |                                   |  |  |  |  |  |  |  |                                 |
|                            |                                              |  |                              | František I. Neapolsko-Sicilský   |  |  |  |  |  |  |  |                                 |
|                            |                                              |  |                              |                                   |  |  |  |  |  |  |  |                                 |
|                            | František Neapolsko-Sicilský                 |  |                              |                                   |  |  |  |  |  |  |  |                                 |
|                            |                                              |  |                              |                                   |  |  |  |  |  |  |  |                                 |
|                            |                                              |  |                              | Marie Isabela Španělská           |  |  |  |  |  |  |  |                                 |
|                            |                                              |  |                              |                                   |  |  |  |  |  |  |  |                                 |
|                            | Marie Antonie Neapolsko-Sicilská             |  |                              |                                   |  |  |  |  |  |  |  |                                 |
|                            |                                              |  |                              |                                   |  |  |  |  |  |  |  |                                 |
|                            |                                              |  |                              | Leopold II. Toskánský             |  |  |  |  |  |  |  |                                 |
|                            |                                              |  |                              |                                   |  |  |  |  |  |  |  |                                 |
|                            | Marie Izabela Toskánská                      |  |                              |                                   |  |  |  |  |  |  |  |                                 |
|                            |                                              |  |                              |                                   |  |  |  |  |  |  |  |                                 |
|                            |                                              |  |                              | Marie Antonie Sicilská            |  |  |  |  |  |  |  |                                 |
|                            |                                              |  |                              |                                   |  |  |  |  |  |  |  |                                 |
| Alfons Bourbonsko-Sicilský |                                              |  |                              |                                   |  |  |  |  |  |  |  |                                 |
|                            |                                              |  |                              |                                   |  |  |  |  |  |  |  |                                 |
|                            |                                              |  | František de Paula Španělský |                                   |  |  |  |  |  |  |  |                                 |
|                            |                                              |  |                              |                                   |  |  |  |  |  |  |  |                                 |
|                            | František Cádizský                           |  |                              |                                   |  |  |  |  |  |  |  |                                 |
|                            |                                              |  |                              |                                   |  |  |  |  |  |  |  |                                 |
|                            |                                              |  |                              | Luisa Šarlota Neapolsko-Sicilská  |  |  |  |  |  |  |  |                                 |
|                            |                                              |  |                              |                                   |  |  |  |  |  |  |  |                                 |
|                            | Alfons XII. Španělský                        |  |                              |                                   |  |  |  |  |  |  |  |                                 |
|                            |                                              |  |                              |                                   |  |  |  |  |  |  |  |                                 |
|                            |                                              |  |                              | Ferdinand VII. Španělský          |  |  |  |  |  |  |  |                                 |
|                            |                                              |  |                              |                                   |  |  |  |  |  |  |  |                                 |
|                            | Isabela II. Španělská                        |  |                              |                                   |  |  |  |  |  |  |  |                                 |
|                            |                                              |  |                              |                                   |  |  |  |  |  |  |  |                                 |
|                            |                                              |  |                              | Marie Kristýna Neapolsko-Sicilská |  |  |  |  |  |  |  |                                 |
|                            |                                              |  |                              |                                   |  |  |  |  |  |  |  |                                 |
|                            | Mercedes Španělská                           |  |                              |                                   |  |  |  |  |  |  |  |                                 |
|                            |                                              |  |                              |                                   |  |  |  |  |  |  |  |                                 |
|                            |                                              |  |                              | Karel Ludvík Rakousko-Těšínský    |  |  |  |  |  |  |  |                                 |
|                            |                                              |  |                              |                                   |  |  |  |  |  |  |  |                                 |
|                            | Karel Ferdinand Rakousko-Těšínský            |  |                              |                                   |  |  |  |  |  |  |  |                                 |
|                            |                                              |  |                              |                                   |  |  |  |  |  |  |  |                                 |
|                            |                                              |  |                              | Jindřiška Nasavsko-Weilburská     |  |  |  |  |  |  |  |                                 |
|                            |                                              |  |                              |                                   |  |  |  |  |  |  |  |                                 |
|                            | Marie Kristina Rakouská                      |  |                              |                                   |  |  |  |  |  |  |  |                                 |
|                            |                                              |  |                              |                                   |  |  |  |  |  |  |  |                                 |
|                            |                                              |  |                              | Josef Habsbursko-Lotrinský        |  |  |  |  |  |  |  |                                 |
|                            |                                              |  |                              |                                   |  |  |  |  |  |  |  |                                 |
|                            | Alžběta Františka Marie Habsbursko-Lotrinská |  |                              |                                   |  |  |  |  |  |  |  |                                 |
|                            |                                              |  |                              |                                   |  |  |  |  |  |  |  |                                 |
|                            |                                              |  |                              | Marie Dorotea Württemberská       |  |  |  |  |  |  |  |                                 |
|                            |                                              |  |                              |                                   |  |  |  |  |  |  |  |                                 |